# 루슬란 하스불라토프

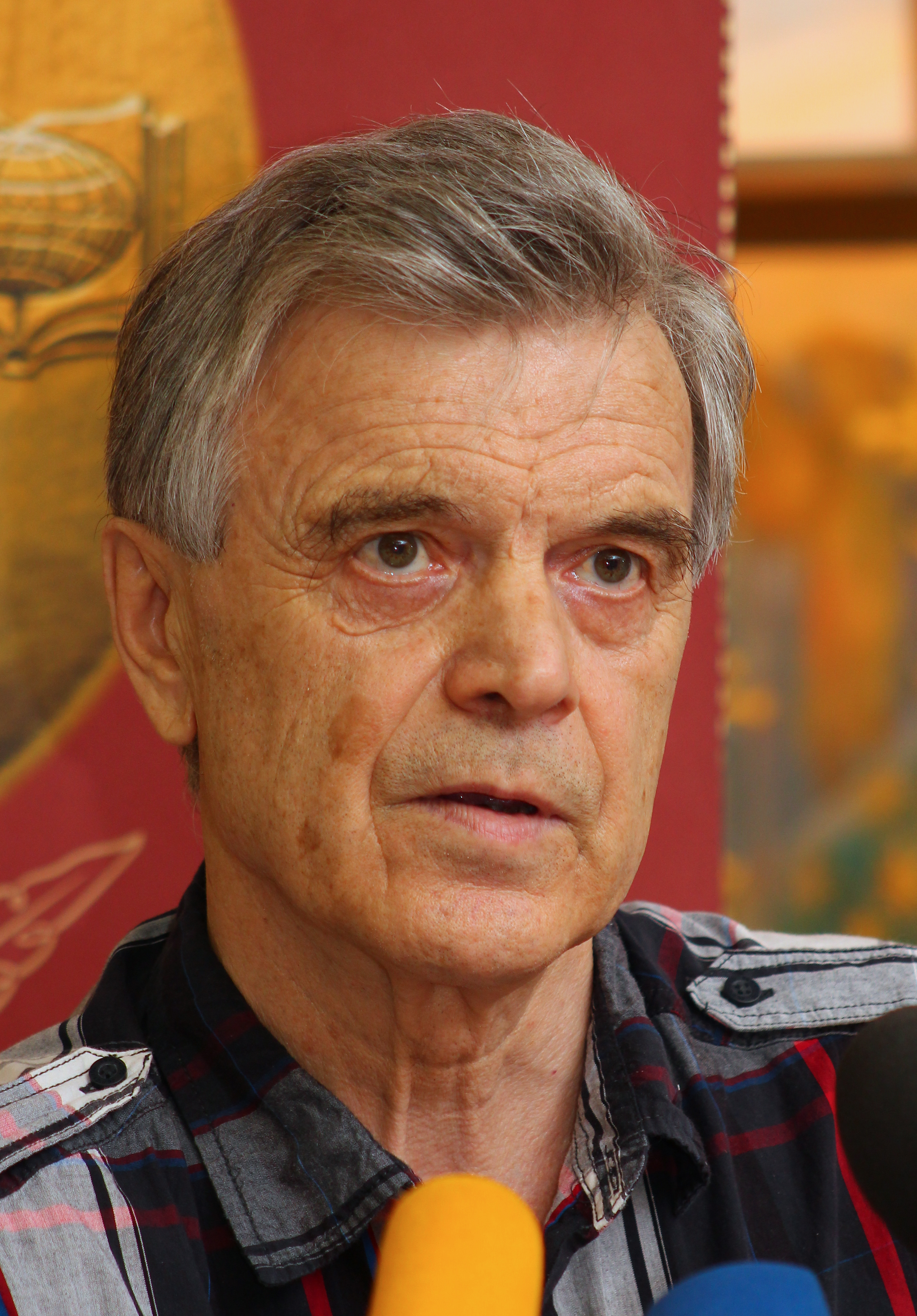
2011년 모습

루슬란 임라노비치 하스불라토프(러시아어: Русла́н Имранович Хасбула́тов, 체첸어: Хасболтера Ӏимранан кӏант Руслан 하스볼테라 임라난 칸트 루슬란, 1942년 11월 22일~2023년 1월 3일)은 러시아의 체첸계 러시아인 경제학자이자 정치인으로 전 러시아 연방의회 의장을 역임하였다. 1993년 러시아 헌정위기로 이어진 사건에서 중심적인 역할을 하였다.